# QGIS
QGIS (anteriormente conhecido como Quantum GIS) é um software livre com código-fonte aberto, multiplataforma de sistema de informação geográfica (SIG) que permite a visualização, edição e análise de dados georreferenciados.

## Funcionalidade
Similar a outros softwares GIS, o QGIS permite ao usuário analisar e editar informações espaciais, além de criar mapas com várias camadas usando diferentes projeções, podendo ser montados em diferentes formatos e para diferentes usos. O QGIS permite compor mapas a partir de camadas raster e/ou vetoriais. Típico deste tipo de software, os dados podem ser armazenados como pontos, linhas, ou polígonos. Diferentes tipos de imagens raster são suportadas e o software tem capacidade de georreferenciar imagens.

## Formato de dados
O QGIS suporta  shapefiles, coverages, personal geodatabases, dxf, MapInfo, PostGIS, e outros formatos. Os serviços da Web, incluindo o Web Map Service (WMS) and Web Feature Service (WFS), também são suportados para permitir o uso de dados de fontes externas.

## Funções Avançadas
O QGIS provê integração com outros pacotes GIS free/open-source, incluindo PostGIS, GRASS e MapServer para dar ao usuário a capacidade de estender suas funcionalidades. Plugins, escritos em Python ou C++, estendem as capacidades do QGIS. Existem plugins para geocodificar usando a API do Google Geocoding, para realizar geoprocessamento (fTools) similar às ferramentas padrão encontradas no ArcGIS, e para realizar a interface com bases de dados PostgreSQL/PostGIS, SpatiaLite e MySQL.

## Desenvolvimento
Gary Sherman começou o desenvolvimento do Quantum GIS no início de 2002, e tornou-se um projecto incubado no Open Source Geospatial Foundation em 2007. A versão 1.0 foi lançada em janeiro de 2009.
Em 2013, junto com o lançamento da versão 2.0, o nome foi oficialmente alterado de Quantum GIS para QGIS para evitar confusão, pois os dois nomes foram usados em paralelo.
Escrito em  C++, QGIS faz uso extensivo da biblioteca Qt.  QGIS permite integração de plugins desenvolvidos usando C++ ou Python. Além de Qt,  as dependências requeridas pelo QGIS incluem GEOS e SQLite.  GDAL, GRASS GIS, PostGIS e PostgreSQL são recomendadas, já que eles provêm acesso à formatos de dados adicionais.
Desde 2017, o QGIS está disponível para vários sistemas operacionais, incluindo Mac OS X, Linux, Unix e Microsoft Windows. Uma versão móvel do QGIS estava em desenvolvimento para Android em 2014.
O QGIS é executável em múltiplos sistemas operacionais incluindo Mac OS X, Linux, UNIX e Microsoft Windows. Para usuários de Mac, a vantagem do QGIS sobre GRASS GIS é que não é requerido o X11 para funcionar, e a interface é muito mais limpa e rápida. QGIS também pode ser usado como uma interface gráfica para o GRASS.[carece de fontes?]
O QGIS é mantido por um grupo ativo de desenvolvedores voluntários que regularmente lançam updates e correção de bugs. Desde 2012 os desenvolvedores traduziram o QGIS em 48 línguas e a aplicação é usada internacionalmente em ambientes acadêmicos e profissionais. Diversas empresas oferecem serviços de suporte e desenvolvimento de recursos.

### Histórico de lançamento

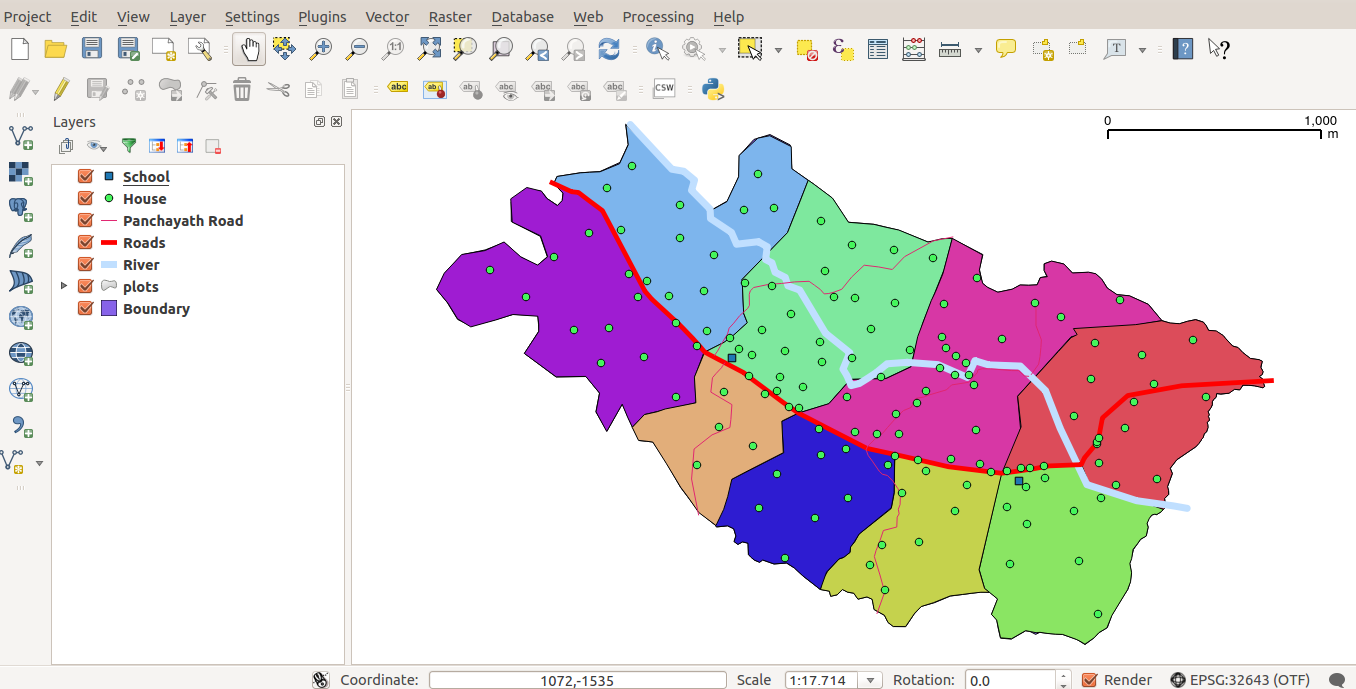
QGIS 2.8 Wien.

| Versão      | Codinome   | Data de Lançamento | Mudanças Significativas |
| ----------- | ---------- | ------------------ | --- |
| 0.0.1-alpha |            | Julho 2002         | Import and view data from PostGIS |
| 0.0.3-alpha |            | 10 Agosto 2002     | Added support for shapefiles and other vector formats.                                                                                                |
| 0.0.4-alpha |            | 15 Agosto 2002     | Improvements in layers handling, colorize layers, and view properties in a dialog box.                                                                |
| 0.0.5-alpha |            | 5 Outubro 2002     | Bug fixes and improved stability, ability to set line widths, and improved zoom in/out functionality.                                                 |
| 0.0.6       |            | 24 Novembro 2002   | Improvements to PostGIS connections, layer identify function added, and ability to view and sort attribute tables.                                    |
| 0.0.7       |            | 30 Novembro2002    | |
| 0.0.8       |            | 11 Dezembro 2002   | |
| 0.0.9       |            | 25 Janeiro 2003    | |
| 0.0.10      |            | 13 Maio 2003       | |
| 0.0.11      |            | 10 Junho 2003      | |
| 0.0.12      |            | 10 Junho 2003      | |
| 0.0.13      |            | 8 Dezembro 2003    | |
| 0.1pre1     |            | 14 Fevereiro 2004  | Added support for raster data; single, continuous, and graduated shading for vector data; ability to create buffers, implemented as a PostGIS plugin. |
| 0.1         | Moroz      | 25 Fevereiro 2004  | |
| 0.2         | Pumpkin    | 26 Abril 2004      | [ligação inativa] |
| 0.3         | Madison    | 28 Maio 2004       | |
| 0.4         | Baby       | 4 Julho 2004       | [ligação inativa] |
| 0.5         | Bandit     | 5 Outubro 2004     | |
| 0.6         | Simon      | 19 Dezembro 2004   | |
| 0.7         | Seamus     |                    | |
| 0.7.3       |            | 11 Outubro 2005    | |
| 0.8         | Joesephine | 7 Janeiro 2007     | [ligação inativa] |
| 0.8.1       | Titan      | 15 Junho 2007      | [ligação inativa] |
| 0.9.0       |            | 26 Outubro 2007    | |
| 0.9.1       | Ganymede   | 6 Janeiro 2008     | |
| 0.10        | Io         | 3 Maio 2008        | |
| 0.11        | Metis      | 21 Julho 2008      | [ligação inativa] |
| 1.0         | Kore       | 5 Janeiro 2009     | |
| 1.1         | Pan        | 12 Maio 2009       | [ligação inativa] |
| 1.2         | Daphnis    | 1 Setembro 2009    | [ligação inativa] |
| 1.3         | Mimas      | 20 Setembro 2009   | |
| 1.4         | Enceladus  | 10 Janeiro 2010    | |
| 1.5         | Tethys     | 29 Julho 2010      | |
| 1.6         | Copiapó    | 27 Novembro 2010   | |
| 1.7         | Wrocław    | 19 Junho 2011      | |
| 1.8         | Lisboa     | 21 Junho 2012      | "Mojibake" in Japanese environment. |
| 2.0         | Dufour     | 8 Setembro 2013    | New vector API, integration of SEXTANTE geoprocessor, symbology and labeling overhaul.                                                                |
| 2.2         | Valmiera   | 22 Fevereiro 2014  | [ 15 ] [ 16 ] |
| 2.4         | Chugiak    | 27 Junho 2014      | 2.4.0 changelog |
| 2.6         | Brighton   | 1 Novembro2014     | 2.6.0/ changelog |
| 2.8 LTR     | Wien       | 20 Fevereiro 2015  | |
| 2.10        | Pisa       | 26 Junho 2015      | |
| 2.12        | Lyon       | 23 Outubro 2015    | |
| 2.14 LTR    | Essen      | 29 Fevereiro 2016  | |
| 2.16        | Nødebo     | 8 Julho 2016       | |
| 2.18        | Las Palmas | 21 Outubro 2016    | Final release in the 2.x series. |
| 3.0         | Girona     | 23 Fevereiro 2018  | Based upon Qt5, PyQt5, and Python 3. |
| 3.2         | Bonn       | 22 Junho 2018      | 3.2 changelog |
| 3.4 LTR     | Madeira    | 26 Outubro 2018    | 3.4 changelog |
| 3.6         | Noosa      | 22 Fevereiro 2019  | 3.6 changelog |
| 3.8         | Zanzibar   | 21 Junho 2019      | 3.8 changelog |
| 3.10 LTR    | A Coruña   | 25 Outubro 2019    | 3.10 changelog |
| 3.12        | București  | 21 Fevereiro 2020  | 3.12 changelog |
| 3.14        | Pi         | 19 Junho 2020      | 3.14 changelog |
| 3.16 LTR    | Hannover   | 23 Outubro 2020    | 3.16 changelog |
| 3.18        | Zürich     | 23 fevereiro 2021  | 3.18 changelog |
| 3.20        | Odense     | 16 junho 2021      | 3.20 changelog |

## Licenciamento
O QGIS é uma aplicação free software disponibilizada sob a licença GNU GPL, portanto pode ser livremente modificada para executar tarefas diferentes ou mais especializadas. Dois exemplos são o QGIS Browser e QGIS Server, que usam o mesmo código para acesso de dados, mas apresentam diferentes "front-end" de interface. Também existem numerosos plugins disponíveis que expandem as principais funcionalidades do software.

## Adoção
Muitas organizações públicas e privadas adotaram o QGIS, incluindo:
- US National Security Agency[19]
- National Geospatial-Intelligence Agency
- Estado austríaco deVorarlberg
- Cantões suíços de Glarus e Solothurn[20]
- New Zealand's Land Information public service department[21]